# الرومانية الكاثوليكية في فيتنام

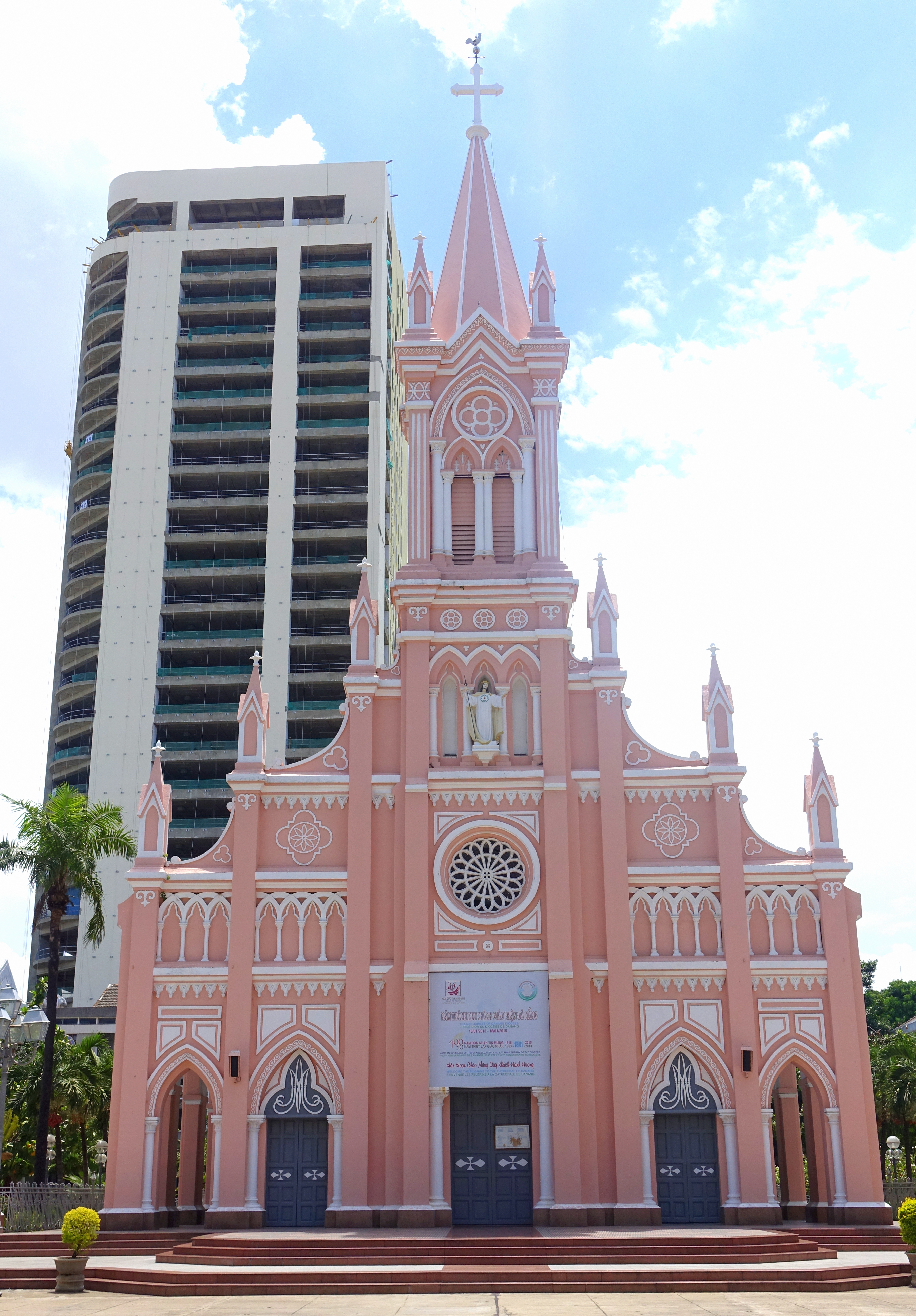
كنيسة كاثوليكية في دا نانغ.

يعد المذهب الكاثوليكي إلى حد بعيد المذهب المسيحي الأكثر انتشارًا في فيتنام، وقد دخلت الكاثوليكية لأول مرة في البلاد من خلال المبشرين الكاثوليك البرتغاليين في القرن السادس عشر وتعزز نفوذها خلال الحكم الإستعماري الفرنسي. في حين أنَّ عمل البعثات المبكرة كانت ناجحة بشكل طفيف في كسب المتحولين، الأ أن البعثات اللاحقة من قبل المبشرين اليسوعيين شهدت في نهاية المطاف إنشاء مراكز ومجتمعات مسيحيَّة ذات حضور ونفوذ بين السكان المحليين. وبحلول وقت انضمام الإمبراطور في عام 1802، ضمت فيتنام ثلاثة أبرشيات كاثوليكية مع حوالي 320 ألف عضو وأكثر من 120 من الكهنة الفيتناميين.
الكنيسة الكاثوليكية الفيتناميَّة هي جزء من الكنيسة الكاثوليكية العالمية في ظل القيادة الروحية للبابا في روما ومجلس الأساقفة الفيتنامي. ووفقًا لإحصائيات الكنيسة الرومانية الكاثوليكية تضم البلاد حوالي 5,658,000 كاثوليكي فيتنامي، وهو ما يمثل 6.87% من إجمالي عدد السكان. تجدر الإشارة إلى ان فيتنام تضم خامس أكبر عدد من الكاثوليك في آسيا بعد الفلبين والهند والصين وأندونيسيا. ويتوزع كاثوليك البلاد على ستة وعشرين أبرشية وثلاثة أسقفيات.
تنظر الحكومة الفيتنامية الشيوعية للكنيسة كاثوليكية على نطاق واسع على أنها مؤسسة مشبوهه. هذه الريبة نشأت خلال القرن التاسع عشر، عندما تعاون بعض الكاثوليك مع المستعمرين الفرنسيين في البلد والثورة على الحاكم الكنفوشي ثيو تري ولقلب النظام ومساعدة محاولات الفرنسيين لتثبيت الأباطرة الكاثوليك، كما هو الحال في ثورة لي خوي فان في عام 1833. فضلًا عن من استئثار الكاثوليك في حكْم فيتنام الجنوبية بين الأعوام 1955-1975 وسيطرة الحكّام الكاثوليك من أسرة نجو عن طريق الأخوين نغو دينه ديم وتقو ديم، ووين ڤان ثيو على مكاسب البلاد اقتصاديًا وسياسيًا وكان أغلب جنرلات العاصمة «سايغون» من الكاثوليك، مما أساء البوذيين من احتكار الكاثوليك للسلطة والاقتصاد والجيش والمناصب الرئيسية وذلك على الرغم من كونهم أقلية وائتلافهم مع الولايات المتحدة والغرب. وعلاوة على ذلك، موقف الكنيسة الكاثوليكية القوي المناهض للشيوعية وبذلك تعتبر عدو للدولة الفيتنامية. الكنائس التابعة للفاتيكان محظورة رسميًا ويسمح فقط في المنظمات الكاثوليكية التي تسيطر عليها الحكومة. ومع ذلك، فقد حاول الفاتيكان التفاوض على إقامة علاقات دبلوماسية مع فيتنام في السنوات الأخيرة.